# Polystichum kurokawae
Polystichum kurokawae är en träjonväxtart som beskrevs av Tag. Polystichum kurokawae ingår i släktet Polystichum och familjen Dryopteridaceae. Inga underarter finns listade.